# Strand (Norwegia)
Gmina Strand (norw. Strand kommune) – norweska gmina leżąca w regionie Rogaland. Jej siedzibą jest miasto Jørpeland.
Strand jest 326. norweską gminą pod względem powierzchni.

## Demografia
Według danych z roku 2005 gminę zamieszkuje 10 441 osób. Gęstość zaludnienia wynosi 48,66 os./km². Pod względem zaludnienia Strand zajmuje 99. miejsce wśród norweskich gmin.
| ludność stan na 1 stycznia 2005 |         |           |        |
|                                 | kobiety | mężczyźni | razem  |
| osób                            | 5236    | 5205      | 10 441 |
| %                               | 50,15%  | 49,85%    | 100%   |

| wykształcenie stan na 1 października 2004 |        |         |        |        |
|                                           | podst. | średnie | wyższe | niezn. |
| osób                                      | 1787   | 4721    | 1255   | 141    |
| %                                         | 22,61% | 59,73%  | 15,88% | 1,78%  |

## Edukacja
Według danych z 1 października 2004:
- liczba szkół podstawowych (norw. grunnskolar): 6
- liczba uczniów szkół podstawowych: 1593

## Władze gminy
Według danych na rok 2011 administratorem gminy (norw. rådmann) jest Jon Ola Syrstad, natomiast burmistrzem (norw. ordfører, d. borgermester) jest Helge A Steinsvåg.